# Stal Gorzów Wielkopolski (żużel) w sezonie 2024
Sezon 2024 był 58. Stali Gorzów Wielkopolski w ekstralidze i 77. w historii klubu.

## Rozgrywki

### Statystyki
Zasady klasyfikacji: minimum 1 start w rozgrywkach ekstraligi w sezonie 2024.
| Msc. | Żużlowiec         | Wiek | M. | B. | Pkt. | Bon. | Razem | Śr. bieg. | KSM |
| ---- | ----------------- | ---- | -- | -- | ---- | ---- | ----- | --------- | --- |
| 7    | Martin Vaculík    | 34   | 19 | 93 | 188  | 12   | 200   | 2,151     | –   |
| 9    | Anders Thomsen    | 30   | 19 | 94 | 186  | 11   | 197   | 2,096     | –   |
| 27   | Szymon Woźniak    | 31   | 19 | 90 | 137  | 16   | 153   | 1,700     | –   |
| 32   | Oskar Paluch      | 18   | 19 | 73 | 104  | 15   | 119   | 1,630     | –   |
| 35   | Jakub Miśkowiak   | 23   | 19 | 86 | 103  | 18   | 121   | 1,407     | –   |
| 37   | Oskar Fajfer      | 30   | 16 | 70 | 85   | 12   | 97    | 1,386     | –   |
| 48   | Jakub Stojanowski | 21   | 19 | 56 | 40   | 13   | 53    | 0,946     | –   |
| nsk  | Adam Bednář       | 16   | 5  | 7  | 5    | 0    | 5     | 0,714     | –   |
| nsk  | Mathias Pollestad | 19   | 1  | 3  | 0    | 0    | 0     | 0,000     | –   |

Wiek według roku urodzenia. Żużlowcy do 21 lat - młodzieżowcy (inaczej juniorzy),
M. - liczba meczów, B. - liczba biegów, Pkt. - liczba punktów, Bon. - liczba bonusów,
Razem - suma Pkt. i Bon., Śr. bieg. - iloraz Razem przez B., KSM - iloczyn Śr. bieg. bez Bon. razy 4,
Msc. - miejsce na liście klasyfikacyjnej, nsk - żużlowiec niesklasyfikowany

### PGE Ekstraliga
| 1 runda 14 kwietnia 2024 | ebut.pl Stal Gorzów Wielkopolski | 51:39 | KS Apator Toruń | Stadion im. Edwarda Jancarza Widzów: 10 415 Sędzia: Paweł Słupski |
| 1 runda 14 kwietnia 2024 | 9. Woźniak 9 (3,3,0,3,0) 10. O. Fajfer 9 (2,1,2,2,2) 11. Vaculík 10 (1,3,2,2,2) 12. Miśkowiak 8 (2,2,1,2,1) 13. Thomsen 5 (1,2,2,w) 14. Paluch 7 (3,3,1) 15. Stojanowski 3 (2,0,1) 16. Pollestad ns | 51:39 | 1. Dudek 10 (2,1,3,0,1,3) 2. Lambert 14 (3,1,3,1,3,3) 3. Rowe 0 (0,–,–,–) 4. Przedpełski 1 (0,0,0,1,0) 5. Sajfutdinow 12 (0,2,3,3,3,1) 6. Lewandowski 2 (1,1,0,0) 7. Affelt 0 (0,0,–) 8. Rumiński ns | Stadion im. Edwarda Jancarza Widzów: 10 415 Sędzia: Paweł Słupski |

| 2 runda 19 kwietnia 2024 | Orlen Oil Motor Lublin | 55:35 | ebut.pl Stal Gorzów Wielkopolski | Stadion MOSiR Bystrzyca w Lublinie Widzów: 9 302 Sędzia: Arkadiusz Kalwasiński |
| 2 runda 19 kwietnia 2024 |                        | 55:35 |                                  | Stadion MOSiR Bystrzyca w Lublinie Widzów: 9 302 Sędzia: Arkadiusz Kalwasiński |

| 3 runda 28 kwietnia 2024 | ebut.pl Stal Gorzów Wielkopolski | 48:42 | Krono-Plast Włókniarz Częstochowa | Stadion im. Edwarda Jancarza Widzów: 9 980 Sędzia: Krzysztof Meyze |
| 3 runda 28 kwietnia 2024 |                                  | 48:42 |                                   | Stadion im. Edwarda Jancarza Widzów: 9 980 Sędzia: Krzysztof Meyze |

| 4 runda 5 maja 2024 | NovyHotel Falubaz Zielona Góra | 41:49 | ebut.pl Stal Gorzów Wielkopolski | Stadion żużlowy w Zielonej Górze Widzów: 14 000 Sędzia: Krzysztof Meyze |
| 4 runda 5 maja 2024 |                                | 41:49 |                                  | Stadion żużlowy w Zielonej Górze Widzów: 14 000 Sędzia: Krzysztof Meyze |

| 5 runda 28 maja 2024 | ebut.pl Stal Gorzów Wielkopolski | 0:0 | ZOOLeszcz GKM Grudziądz | Stadion im. Edwarda Jancarza Sędzia: Michał Sasień |
| 5 runda 28 maja 2024 |                                  | 0:0 |                         | Stadion im. Edwarda Jancarza Sędzia: Michał Sasień |

| 6 runda 26 maja 2024 | Betard Sparta Wrocław | 56:34 | ebut.pl Stal Gorzów Wielkopolski | Stadion Olimpijski we Wrocławiu Widzów: 13 675 Sędzia: Krzysztof Meyze |
| 6 runda 26 maja 2024 |                       | 56:34 |                                  | Stadion Olimpijski we Wrocławiu Widzów: 13 675 Sędzia: Krzysztof Meyze |

| 7 runda 16 czerwca 2024 | ebut.pl Stal Gorzów Wielkopolski | 53:37 | Fogo Unia Leszno | Stadion im. Edwarda Jancarza Widzów: 7 959 Sędzia: Arkadiusz Kalwasiński |
| 7 runda 16 czerwca 2024 |                                  | 53:37 |                  | Stadion im. Edwarda Jancarza Widzów: 7 959 Sędzia: Arkadiusz Kalwasiński |

| 8 runda 9 czerwca 2024 | KS Apator Toruń | 40:50 | ebut.pl Stal Gorzów Wielkopolski | Motoarena Toruń im. Mariana Rosego Widzów: 8 962 Sędzia: Krzysztof Meyze |
| 8 runda 9 czerwca 2024 |                 | 40:50 |                                  | Motoarena Toruń im. Mariana Rosego Widzów: 8 962 Sędzia: Krzysztof Meyze |

| 9 runda 23 czerwca 2024 | ebut.pl Stal Gorzów Wielkopolski | 34:56 | Orlen Oil Motor Lublin | Stadion im. Edwarda Jancarza Widzów: 10 096 Sędzia: Krzysztof Meyze |
| 9 runda 23 czerwca 2024 |                                  | 34:56 |                        | Stadion im. Edwarda Jancarza Widzów: 10 096 Sędzia: Krzysztof Meyze |

| 10 runda 5 lipca 2024 | Krono-Plast Włókniarz Częstochowa | 41:48 | ebut.pl Stal Gorzów Wielkopolski | Arena Częstochowa Widzów: 7 000 Sędzia: Arkadiusz Kalwasiński |
| 10 runda 5 lipca 2024 |                                   | 41:48 |                                  | Arena Częstochowa Widzów: 7 000 Sędzia: Arkadiusz Kalwasiński |

| 11 runda 21 lipca 2024 | ebut.pl Stal Gorzów Wielkopolski | 48:42 | NovyHotel Falubaz Zielona Góra | Stadion im. Edwarda Jancarza Widzów: 14 894 Sędzia: Krzysztof Meyze |
| 11 runda 21 lipca 2024 |                                  | 48:42 |                                | Stadion im. Edwarda Jancarza Widzów: 14 894 Sędzia: Krzysztof Meyze |

| 12 runda 26 lipca 2024 | ZOOLeszcz GKM Grudziądz | 46:44 | ebut.pl Stal Gorzów Wielkopolski | Stadion żużlowy w Grudziądzu Widzów: 6 700 Sędzia: Krzysztof Meyze |
| 12 runda 26 lipca 2024 |                         | 46:44 |                                  | Stadion żużlowy w Grudziądzu Widzów: 6 700 Sędzia: Krzysztof Meyze |

| 13 runda 4 sierpnia 2024 | ebut.pl Stal Gorzów Wielkopolski | 55:35 | Betard Sparta Wrocław | Stadion im. Edwarda Jancarza Widzów: 9 250 Sędzia: Arkadiusz Kalwasiński |
| 13 runda 4 sierpnia 2024 |                                  | 55:35 |                       | Stadion im. Edwarda Jancarza Widzów: 9 250 Sędzia: Arkadiusz Kalwasiński |

| 14 runda 9 sierpnia 2024 | Fogo Unia Leszno | 53:37 | ebut.pl Stal Gorzów Wielkopolski | Stadion im. Alfreda Smoczyka Widzów: 8 500 Sędzia: Arkadiusz Kalwasiński |
| 14 runda 9 sierpnia 2024 |                  | 53:37 |                                  | Stadion im. Alfreda Smoczyka Widzów: 8 500 Sędzia: Arkadiusz Kalwasiński |

| 15 runda 25 sierpnia 2024 | KS Apator Toruń | 42:48 | ebut.pl Stal Gorzów Wielkopolski | Motoarena Toruń im. Mariana Rosego Widzów: 12 005 Sędzia: Paweł Słupski |
| 15 runda 25 sierpnia 2024 |                 | 42:48 |                                  | Motoarena Toruń im. Mariana Rosego Widzów: 12 005 Sędzia: Paweł Słupski |

| 16 runda 1 września 2024 | ebut.pl Stal Gorzów Wielkopolski | 51:39 | KS Apator Toruń | Stadion im. Edwarda Jancarza Widzów: 11 250 Sędzia: Paweł Słupski |
| 16 runda 1 września 2024 |                                  | 51:39 |                 | Stadion im. Edwarda Jancarza Widzów: 11 250 Sędzia: Paweł Słupski |

| 17 runda 8 września 2024 | ebut.pl Stal Gorzów Wielkopolski | 44:46 | Betard Sparta Wrocław | Stadion im. Edwarda Jancarza Widzów: 11 378 Sędzia: Arkadiusz Kalwasiński |
| 17 runda 8 września 2024 |                                  | 44:46 |                       | Stadion im. Edwarda Jancarza Widzów: 11 378 Sędzia: Arkadiusz Kalwasiński |

| 18 runda 25 września 2024 | Betard Sparta Wrocław | 50:40 | ebut.pl Stal Gorzów Wielkopolski | Stadion Olimpijski we Wrocławiu Widzów: 13 675 Sędzia: Arkadiusz Kalwasiński |
| 18 runda 25 września 2024 |                       | 50:40 |                                  | Stadion Olimpijski we Wrocławiu Widzów: 13 675 Sędzia: Arkadiusz Kalwasiński |

| 19 runda 29 września 2024 | ebut.pl Stal Gorzów Wielkopolski | 43:46 | KS Apator Toruń | Stadion im. Edwarda Jancarza Widzów: 7 300 Sędzia: Krzysztof Meyze |
| 19 runda 29 września 2024 |                                  | 43:46 |                 | Stadion im. Edwarda Jancarza Widzów: 7 300 Sędzia: Krzysztof Meyze |

| 20 runda 5 października 2024 | KS Apator Toruń | 54:36 | ebut.pl Stal Gorzów Wielkopolski | Motoarena Toruń im. Mariana Rosego Widzów: 11 672 Sędzia: Krzysztof Meyze |
| 20 runda 5 października 2024 |                 | 54:36 |                                  | Motoarena Toruń im. Mariana Rosego Widzów: 11 672 Sędzia: Krzysztof Meyze |

### Bilans meczów
| Runda    | 1 | 2 | 3 | 4 | 5 | 6 | 7 | 8 | 9 | 10 | 11 | 12 | 13 | 14 | 15 | 16 | 17 | 18 | 19 | 20 |
| Miejsce  | D | W | D | W | D | W | D | W | D | W  | D  | W  | D  | W  | W  | D  | D  | W  | D  | W  |
| Rezultat | Z | P | Z | Z | P | P | Z | Z | P | Z  | Z  | P  | Z  | P  | Z  | Z  | P  | P  | P  | P  |
| Pozycja  | 2 | 3 | 3 | 2 | 3 | 3 | 3 | 2 | 3 | 2  | 2  | 2  | 2  | 3  | 3  | 3  | 3  | 3  | 4  | 4  |

Legenda:       runda zasadnicza: rundy 1–14;       play-off: rundy 15–20;       1. miejsce;       2. miejsce;       3. miejsce;       baraż o prawo startu w ekstralidze w 2025 roku;       spadek
D – mecz rozgrywany u siebie; W – mecz rozgrywany na wyjeździe; Z – zwycięstwo; P – przegrana; R – remis